# Édouard Daladier

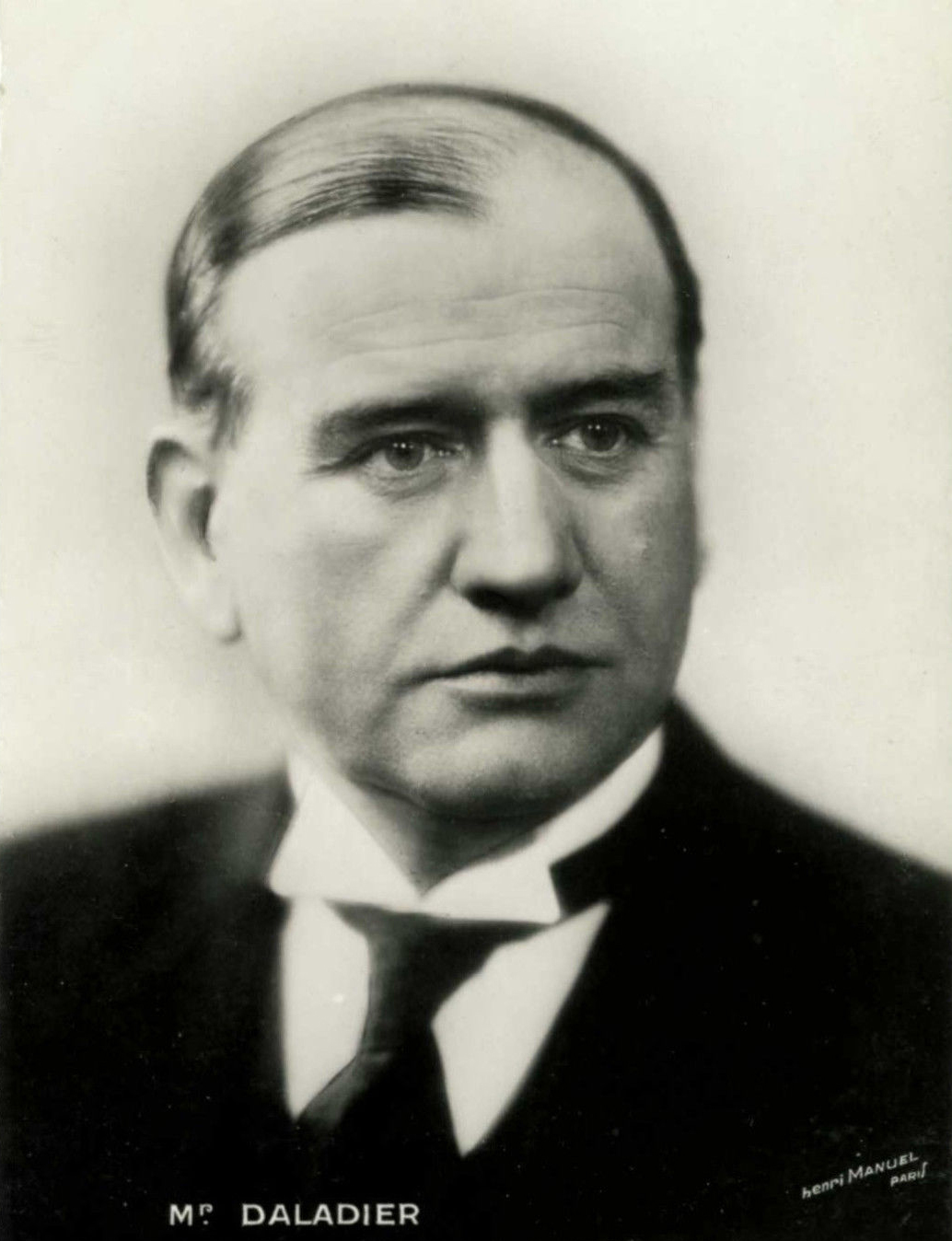
Édouard Daladier

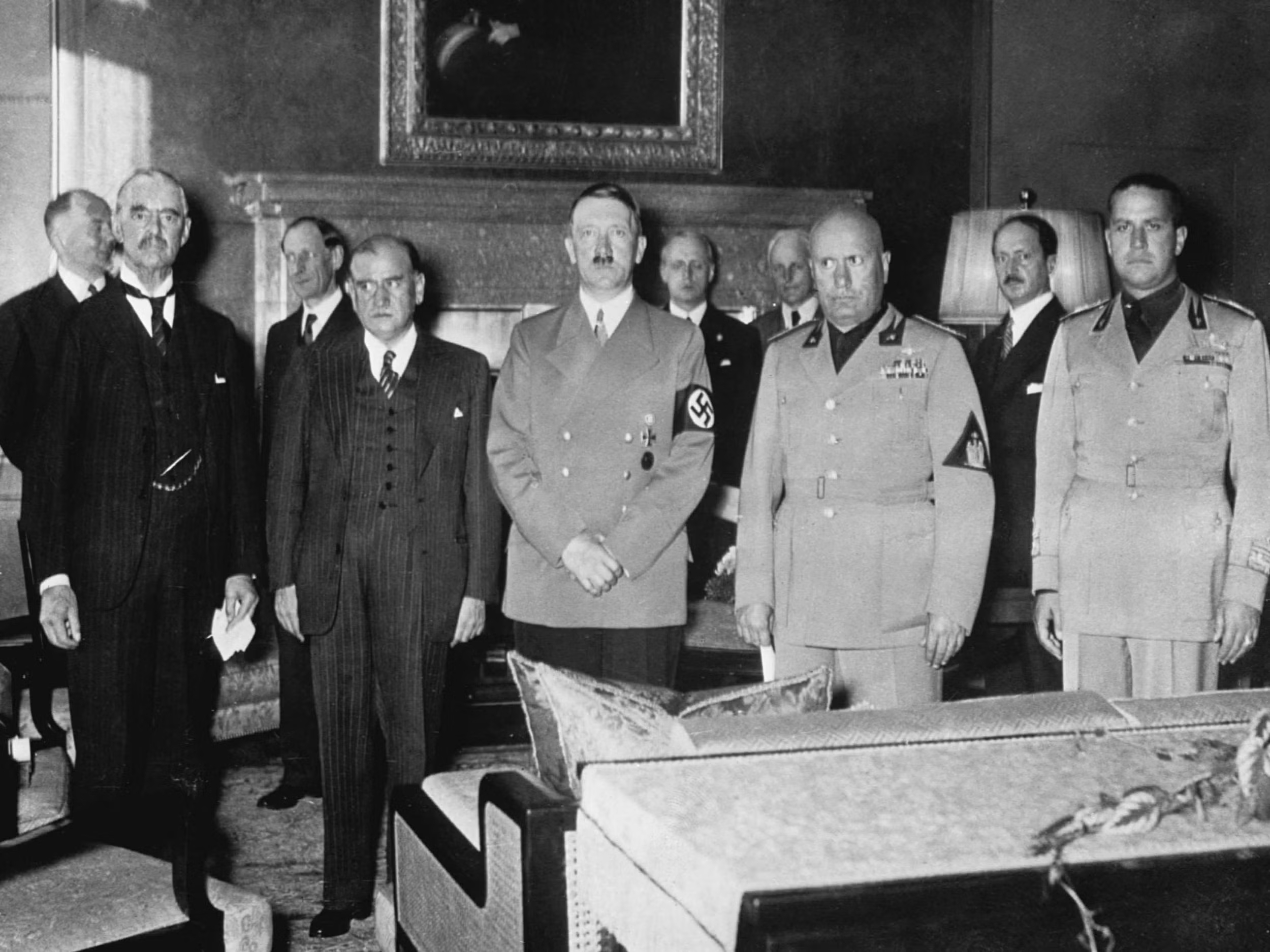
Chamberlain, Daladier, Hitler, Mussolini, und der italienische Außenminister Galeazzo Ciano (von links) während der Münchener Verhandlungen. Im Hintergrund von Ribbentrop und von Weizsäcker.

Édouard Daladier (* 18. Juni 1884 in Carpentras, Département Vaucluse; † 10. Oktober 1970 in Paris) war ein französischer Politiker (Parti radical). Während der 1930er Jahre war Daladier mehrfach Premierminister und verfolgte gegenüber dem nationalsozialistischen Deutschen Reich eine Appeasement-Politik.

## Leben
Édouard Daladier war Sohn eines Bäckers in der provenzalischen Kleinstadt Carpentras. Er absolvierte die classe préparatoire am Lycée Ampére in Lyon, wo der 12 Jahre ältere Édouard Herriot sein Rhetoriklehrer war, und studierte an der Universität Lyon Geschichte und Geographie. Nach Bestehen der Agrégation (Lehrbefugnis für höhere Schulen) als Jahrgangsbester wurde er Geschichts- und Geographielehrer an Lycées in Nîmes und Marseille.
Wie sein früherer Lehrer Herriot wurde Daladier Mitglied der linksbürgerlichen Parti Radical Socialiste. Mit der Wahl zum Bürgermeister (Maire) seiner Heimatstadt Carpentras fand er 1911 Eintritt in die Politik. Während des Ersten Weltkriegs kämpfte Daladier an der Westfront und war bei Kriegsende Lieutenant (Oberleutnant).

## Nach dem Ersten Weltkrieg
1919 wurde Daladier für das Département Vaucluse in die Abgeordnetenkammer (Chambre des députés) gewählt und hatte das Mandat bis 1940 inne. Als Abgeordneter gehörte er dem linken Flügel seiner Partei an und erfuhr politische Förderung durch Premierminister Édouard Herriot. In dessen erster Regierung (14. Juni 1924 bis 10. April 1925) übernahm Daladier erstmals einen Kabinettsposten und wurde Kolonialminister. Zwischen Oktober 1925 und Juli 1926 amtierte er jeweils kurzzeitig als Minister für nationale Verteidigung bzw. für Unterricht und bildende Künste.
Von 1927 bis 1932 war er Vorsitzender seiner Partei und dabei maßgeblich für den Bruch mit der Sozialistischen Partei SFIO 1926 und dem konservativen Ministerpräsidenten Raymond Poincaré im November 1928 verantwortlich. Zwischen Februar 1930 und Dezember 1932 war Daladier mehrmals, jeweils für wenige Tage bis Monate, Minister für öffentliche Arbeiten. Anschließend war er bis Januar 1934 erneut Verteidigungsminister.
Von 1933 bis 1940 war er fünf Mal Ministerpräsident einer Mitte-links-Koalition (Januar bis Oktober 1933, neun Tage im Januar und Februar 1934, bis er nach den Unruhen vom 6. Februar 1934 zurücktreten musste, 12. April 1938 bis 20. März 1940). Während der Volksfrontregierung unter dem Sozialisten Léon Blum (Kabinette Blum I und II) war er Kriegsminister. Daladiers Regierungen waren häufig von der Duldung oder Unterstützung wechselnder politischer Lager abhängig, wobei er auch selbst einige Male den Kurs wechseln musste.
Währungspolitisch versuchte er ab 1938 den Franc auf einem Wert von 179 gegenüber dem britischen Pfund zu stabilisieren (1. Januar 1938: 147,28). Seine Beschäftigungspolitik zielte darauf, Arbeitsplätze vor allem für Franzosen vorzubehalten. Dies forcierte er am 2. Mai 1938 mit einem Gesetz (erweitert 18. November 1939), das die erleichterte Internierung von Ausländern vorsah. Davon waren wesentlich Juden und Flüchtlinge des spanischen Bürgerkriegs betroffen. Im November 1938 erließ er Gesetzesdekrete, die von seinen Gegnern als „Misère-Dekrete“ bezeichnet wurden und Maßnahmen der Volksfront rückgängig machten. Daladier bezeichnete das Gesetz über die 40-Stunden-Woche als „Gesetz der Faulheit und des nationalen Verrats“. Als Reaktion darauf kam es zu Arbeiterstreiks im Norden, in Marseille, Lyon und Lothringen. Die Geschäftsleitung von Renault entließ 28.000 Arbeiter wegen „Bruch des Arbeitsvertrags“. Die Confédération générale du travail (CGT) beschloss daraufhin einen Generalstreik für den 30. November. Die Regierung requirierte Transportmittel und schickte Truppen vor die Werkseingänge. Am 1. Dezember wurden 36.000 Arbeiter in der Luftfahrtindustrie und 8.000 in der Chemie- und Automobilindustrie entlassen. Mehr als die Hälfte von ihnen waren Gewerkschaftsfunktionäre der CGT. Sechs Monate später hatten 40 % der Streikenden keine Arbeit mehr gefunden.
1938 übernahm er die britische Appeasement-Politik und hatte zusammen mit Arthur Neville Chamberlain erheblichen Anteil am Zustandekommen des Münchner Abkommens, das im Verlauf der Sudetenkrise die Abtretung der sudetendeutschen Gebiete an das Deutsche Reich zur Folge hatte. Nach der Unterzeichnung des Abkommens stellte sich Daladier bei seiner Rückkehr nach Frankreich vor, dass er ausgebuht werden würde, weil er Hitler nachgegeben hatte, da das Münchner Abkommen den Nationalsozialisten ab dem 1. November 1938 einen Teil der Tschechoslowakei (das Sudetenland, ein Teil der Tschechoslowakei, der von deutschsprachigen Menschen bewohnt wird, die früher österreichische Staatsbürger waren und im November 1918 bei der Gründung der Tschechoslowakischen Republik tschechoslowakisch wurden) ohne nennenswerte Gegenleistungen außer vagen Friedensversprechen zugesprochen hatte. Zu seiner Überraschung wurde er, als er in Le Bourget aus dem Flugzeug stieg, von einer Menschenmenge bejubelt, die ihn als Retter des Friedens wahrnahm. Dem Diplomaten Alexis Leger (Saint-John Perse) gegenüber soll er dann gemurmelt haben: „Ah les cons! Wenn die wüssten!“. In seinen Memoiren sagte Daladier gemäßigter: „Ich erwartete, Tomaten zu bekommen, und ich bekam Blumen“.
Nach der Sudetenkrise trieb er die lange vernachlässigte Aufrüstung Frankreichs voran. Am 3. September 1939, nach Hitlers Überfall auf Polen am 1. September 1939 erklärte Daladier gemäß der britisch-französischen Garantieerklärung gegenüber Polen dem Deutschen Reich den Krieg, den er hatte vermeiden wollen.
Im März 1940 trat Daladier als Ministerpräsident zurück, weil er dem demokratischen Finnland während des Winterkrieges gegen die Sowjetunion die in der Öffentlichkeit geforderte Hilfe versagt hatte. Paul Reynaud wurde sein Nachfolger. Daladier selbst wurde erneut Kriegsminister und in den letzten Tagen vor der Niederlage gegen das nationalsozialistische Deutschland Außenminister. Nach dem Westfeldzug der Wehrmacht gegen die Benelux-Staaten und Frankreich floh Daladier nach Marokko, wurde jedoch gefangen genommen und vom Vichy-Regime im Herbst 1941 gemeinsam mit Léon Blum im Prozess von Riom wegen Verrats angeklagt. Der Prozess wurde von der französischen Justiz verschleppt und 1943 auf deutsche Anweisung eingestellt. Daladier konnte wegen seiner Flucht nicht an der Abstimmung am 10. Juli 1940 über die erweiterten Vollmachten für Marschall Pétain teilnehmen, die das Ende der Dritten Republik bedeutete.
1943 wurde Daladier zusammen mit dem früheren Staatspräsidenten Albert Lebrun von der Besatzungsmacht nach Deutschland deportiert und zusammen mit anderen Franzosen auf Schloss Itter bei Wörgl in Tirol interniert.
Am 5. Mai 1945 befreiten Soldaten der US-Armee und desertierte Soldaten der Wehrmacht die dort Inhaftierten aus den Händen der Waffen-SS (Schlacht um Schloss Itter).

## Nach dem Zweiten Weltkrieg
Daladier wurde von 1946 bis 1958 erneut zum Abgeordneten des Départements Vaucluse gewählt und war als starke Gestalt der Parti Radical während der Vierten Republik einer von de Gaulles Gegenspielern. Von 1953 bis 1958 war er außerdem Bürgermeister von Avignon. Ab 1956 war er Fraktionsvorsitzender seiner Partei in der Nationalversammlung. 1958 widersetzte er sich im Parlament der Mehrheitsentscheidung, dem von Staatspräsident René Coty an die Spitze der Regierung berufenen General Charles de Gaulle die Ermächtigung zu erteilen, eine neue Verfassung auszuarbeiten. Daladier war Ehrenvorsitzender seiner Partei, die sich nach seinem Tod in zwei Flügel spaltete.

## Orden
- Chevalier de la Légion d’honneur (1928 verliehen)
- Croix de guerre 1914–1918